# Elisabeth Kappaurer
Elisabeth Kappaurer (ur. 30 września 1994) – austriacka narciarka alpejska, złota medalistka mistrzostw świata juniorów.

## Kariera
Po raz pierwszy na arenie międzynarodowej Elisabeth Kappaurer pojawiła się 24 listopada 2009 roku w Bormio, gdzie w zawodach juniorskich gigancie została zdyskwalifikowana w pierwszym przejeździe. W 2013 roku wystartowała na mistrzostwach świata juniorów w Québecu, gdzie jej najlepszym wynikiem było jedenaste miejsce w tej samej konkurencji. Największy sukces w tej kategorii wiekowej osiągnęła podczas mistrzostw świata juniorów w Jasnej 2014 roku, zwyciężając w kombinacji. W zawodach tych wyprzedziła bezpośrednio Lisę Blomqvist ze Szwecji oraz Niemkę Marinę Wallner. Na tej samej imprezie była ponadto czwarta w gigancie i supergigancie, w obu przypadkach przegrywając walkę o podium ze swą rodaczką, Rosiną Schneeberger.
W zawodach Pucharu Świata zadebiutowała 24 października 2015 roku w Sölden, gdzie nie zakwalifikowała się do pierwszego przejazdu giganta. Pierwsze pucharowe punkty wywalczyła 24 lutego 2017 roku w Crans-Montana, zajmując 11. miejsce w kombinacji. Nigdy nie stanęła na podium zawodów tego cyklu. W sezonie 2017/2018 zajęła 68. miejsce w klasyfikacji generalnej.
Startuje głównie w zawodach Pucharu Europy. Najlepsze wyniki osiągnęła w sezonie 2014/2015, kiedy zajęła jedenaste miejsce w klasyfikacji generalnej. Nie startowała na mistrzostwach świata ani igrzyskach olimpijskich.

## Osiągnięcia

### Mistrzostwa świata juniorów
| Miejsce | Dzień     | Rok  | Miejscowość | Konkurencja     | Czas biegu | Strata | Zwyciężczyni         |
| ------- | --------- | ---- | ----------- | --------------- | ---------- | ------ | -------------------- |
| DNF1    | 21 lutego | 2013 | Québec      | Slalom          | 1:52,10    | -      | Magdalena Fjällström |
| 11.     | 22 lutego | 2013 | Québec      | Gigant          | 2:22,23    | +2,05  | Lisa-Maria Zeller    |
| 4.      | 27 lutego | 2014 | Jasná       | Gigant          | 1:52,86    | +2,02  | Marta Bassino        |
| 5.      | 28 lutego | 2014 | Jasná       | Slalom          | 1:36,09    | +1,43  | Petra Vlhová         |
| 4.      | 3 marca   | 2014 | Jasná       | Supergigant     | 1:14,71    | +1,04  | Corinne Suter        |
| 1.      | 3 marca   | 2014 | Jasná       | Superkombinacja | 2:11,34    | -      | -                    |
| 31.     | 5 marca   | 2014 | Jasná       | Zjazd           | 1:24,19    | +3,47  | Corinne Suter        |
| 9.      | 7 marca   | 2015 | Hafjell     | Gigant          | 2:25,14    | +1,16  | Nina Ortlieb         |
| 16.     | 9 marca   | 2015 | Hafjell     | Slalom          | 1:43,54    | +2,32  | Paula Moltzan        |
| DNF     | 10 marca  | 2015 | Hafjell     | Supergigant     | 1:23,81    | -      | Federica Sosio       |
| DNF1    | 10 marca  | 2015 | Hafjell     | Superkombinacja | 2:08,54    | -      | Rahel Kopp           |
| 34.     | 13 marca  | 2015 | Hafjell     | Supergigant     | 1:32,58    | +3,26  | Mina Fürst Holtmann  |

### Puchar Świata

#### Miejsca w klasyfikacji generalnej
- sezon 2015/2016: -
- sezon 2016/2017: 75.
- sezon 2017/2018: 68.
- sezon 2021/2022: -

#### Miejsca na podium w zawodach
Kappaurer nie stawała na podium zawodów PŚ.